# نیسان موتور ایبریکا
نیسان موتور ایبریکا (انگلیسی: Nissan Motor Ibérica) شرکت خودروسازی اسپانیایی ژاپنی است، که در سال ۱۹۸۰ توسط شرکت نیسان تأسیس شد. دفتر مرکزی و کارخانجات این شرکت در شهر بارسلون قرار دارند.